# Gottfried Eder
 Gottfried Karl Eder O.Cist. (* 17. Mai 1937 in Heiligenkreuz in Niederösterreich; † 21. Dezember 2014 ebenda) war ein Mönch und Priester im Stift Heiligenkreuz, Religionslehrer im Knabenkonvikt des Stiftes Zwettl und Pfarrer in verschiedenen inkorporierten Pfarren des Stiftes Heiligenkreuz.

## Leben
Gottfried Eder wurde am 17. Mai 1937 in Heiligenkreuz geboren und auf den Namen Karl getauft. Sein Vater fiel im Krieg (1942, genau an Karls Geburtstag); die Mutter war jahrzehntelang Stiftsköchin in Heiligenkreuz.
Nach der Matura trat er am 7. September 1957 ins Heiligenkreuzer Noviziat ein; er legte am 8. September im Jahr 1961 die Feierliche Profess ab. Seine Diakonenweihe empfing er am 25. Februar 1962 im Stephansdom. Am Weißen Sonntag 1963 wurde er von Weihbischof Jakob Weinbacher in der Heiligenkreuzer Stiftskirche zum Priester geweiht. Er feierte unter großer Beteiligung der Gläubigen am 1. Mai 1963 seine Primiz in ebendieser Kirche.
Nach seiner Priesterweihe war er Kaplan im Neukloster und Religionslehrer in Zwettl. Er war von 1967 bis 1982 Kirchenrektor in Grub; im Jahr 1982 kam die Aufgabe des Pfarrers Sulz im Wienerwald dazu.
Ab 1991 bis 2008 leitete er die Stiftspfarre Würflach und wurde zudem 1997 Dechantstellvertreter des Dekanates Neunkirchen. Von der politischen Gemeinde Würflach wurde er mit der silbernen Ehrennadel ausgezeichnet. Außerdem war er Feuerwehrkurat in Würflach-Hettmannsdorf.
Im Jahr 2008 musste er krankheitsbedingt seine pastorale Tätigkeit aufgeben und ins Stift Heiligenkreuz übersiedeln, wo er im klösterlichen Infirmarium starb.

## Vorwürfe des sexuellen Missbrauchs
Ende 2019 trat der Schriftsteller Josef Haslinger mit der Mitteilung an die Öffentlichkeit, Pater Gottfried, sein dortiger Religionslehrer, habe ihn und andere Knaben im Zwettler Sängerknabenkonvikt sexuell missbraucht. Der Heiligenkreuzer Abt Maximilian Heim nahm bald Stellung dazu; zusätzlich zur Bitte um Entschuldigung und dem Angebot eines Gesprächs wurde in seiner Stellungnahme bekannt, dass bereits im Jahr 2011 ein anderer ehemaliger Schüler aus Zwettl Pater Gottfried wegen Missbrauchs beschuldigt hatte. Sexuelle Übergriffe Eders gegenüber Schülern sind ein Hauptthema des Buches Mein Fall von Josef Haslinger. 2022 inszenierte Ali M. Abdullah eine Bühnenbearbeitung des Stoffs, in dem ein Foto von Eder häufig auf der Bühne verwendet wurde.